# Matthias Bohlender
Matthias Bohlender (* 23. Juni 1964 in Gelnhausen-Meerholz) ist ein deutscher Politikwissenschaftler.

## Leben
Bohlender studierte von 1983 bis 1993 Philosophie, Politische Wissenschaften und Germanistik an der Johann Wolfgang Goethe-Universität Frankfurt am Main und wurde dort 1994 zum Dr. phil. promoviert. Von 1995 bis 2000 war er wissenschaftlicher Mitarbeiter an der Humboldt-Universität zu Berlin.
Nach einer Tätigkeit an der Berlin-Brandenburgischen Akademie der Wissenschaften kehrte er an die HU Berlin zurück und erreichte dort 2005 die Habilitation im Fach Politikwissenschaft (betreut durch Herfried Münkler).
Zum 1. April 2009 wurde Bohlender als Nachfolger von Rainer Eisfeld zum Professor für Politische Theorie an der Universität Osnabrück berufen.

## Schriften (Auswahl)
- Die Rhetorik des Politischen Zur Kritik der politischen Theorie (zugleich Dissertation 1994), Akademie.Verlag, Berlin 1995, ISBN 978-3-05-002656-5.
- Metamorphosen des liberalen Regierungsdenkens. Politische Ökonomie, Polizei und Pauperismus, Velbrück, Weilerswist 2007, ISBN 978-3-938808-36-8.
- gemeinsam mit Herfried Münkler (Hg.): Sicherheit und Risiko. Über den Umgang mit Gefahr im 21. Jahrhundert, transcript, Bielefeld 2010, ISBN 978-3-8376-1229-5.
- gemeinsam mit  Anna-Sophie Schönfelder und Matthias Spekker (Hg.): „Kritik im Handgemenge“. Die Marx'sche Gesellschaftskritik als politischer Einsatz, transcript, Bielefeld 2018, ISBN 978-3-8376-4150-9.
- gemeinsam mit  Anna-Sophie Schönfelder und Matthias Spekker (Hg.): Wahrheit und Revolution. Studien zur Grundproblematik der Marx'schen Gesellschaftskritik, transcript, Bielefeld 2020, ISBN 978-3-8376-4150-9.
  - englische Übersetzung: Truth and Revolution in Marx's Critique of Society. Studies on a Fundamental Problematique, Palgrave Macmillan, 2023, ISBN 978-3-031-17357-8.